# Soledad Miranda
Soledad Rendón Bueno, née le 9 juillet 1943 à Séville et morte le 18 août 1970 à Lisbonne, plus connue sous le nom de Soledad Miranda ou Susann Korda (ou parfois Susan Korday), est une actrice et une chanteuse qui s’est distinguée dans les années 1960 et au tout début des années 1970 où elle a participé à plusieurs films dirigés par Jesús Franco. Dans plusieurs films, elle est apparue sous le nom de Suzann Korda ou de Suzan Corday.

## Biographie
Fille aînée de Mercedes Bueno et de Juan Antón Rendón, cousin germain de l’actrice et chanteuse Paquita Rico, elle avait un petit frère (Armando) et quatre petites sœurs (Ana, Carmen, Mercedes et María Elena).
Elle fit ses débuts au cinéma très jeune, alors qu’elle n’avait que 17 ans, dans un petit rôle du film La Belle de Tabarin sous la direction de celui qui devait devenir son principal réalisateur, Jesús Franco.
Ses débuts au cinéma passèrent assez inaperçus, bien qu’elle eût participé à une vingtaine de films qui comprenaient des comédies de l’époque, jusqu’à des westerns spaghetti et des péplums tournés en Italie. Sa carrière devait changer radicalement lorsque Jésus Franco rentra à nouveau dans sa vie et lui proposa de jouer le rôle principal féminin dans Les Nuits de Dracula (1970) aux côtés de Christopher Lee.
Elle joua ensuite dans un petit nombre de films où un mélange de séduction, de vampirisme et de terreur fit d’elle l’une des muses du genre.
Elle mourut dans un accident de voiture sur une route de Lisbonne en compagnie de son mari au Portugal à la suite d'une collision avec un camion. Si son mari (qui conduisait) ne subit que des blessures superficielles, Soledad fut grièvement touchée au niveau du crâne et des vertèbres. Elle tomba immédiatement dans le coma et décéda quelques heures plus tard à l'hôpital. Peu avant sa mort, on lui avait proposé un contrat avec Artur Brauner, un producteur allemand.
Elle est inhumée à Lisbonne.

## Filmographie

### Cinéma
- 1960 : Mariquita, fille de Tabarin (La reina del Tabarín) de Jesús Franco : Duchesse
- 1960 : La Fureur d'Hercule (Ursus), de Carlo Campogalliani : Iside
- 1961 : La bella Mimí, de José María Elorrieta : une danseuse en robe bleue
- 1961 : Les Religieuses (Canción de cuna), de José María Elorrieta : Teresa
- 1963 : El valle de las espadas, de Javier Setó : María Estévez
- 1963 : Fin de semana, de Pedro Lazaga : Sonsoles
- 1963 : Eva 63, de Pedro Lazaga : Soledad
- 1963 : Bochorno, de Juan de Orduña : Piluca
- 1963 : Fuego, de Julio Coll : Liz Frade
- 1963 : Las hijas de Helena, de Mariano Ozores : Mari Po
- 1964 : Cuatro bodas y pico, de Feliciano Catalán : Mari-Luchi
- 1964 : A Canção da Saudade, de Henrique Campos (pt) : Babá
- 1964 : Los gatos negros, de José Luis Monter
- 1964 : Playa de Formentor, de Germán Lorente : Sandra
- 1965 : Currito de la Cruz, de Rafael Gil : Rocío Carmona
- 1965 : La familia y... uno más, de Fernando Palacios : Patricia
- 1966 : ¡Es mi hombre!, de Rafael Gil : Leonor Jiménez
- 1966 : El sonido de la muerte, de José Antonio Nieves Conde : Maria
- 1966 : Sugar Colt, de Franco Giraldi : Josepha
- 1967 : Les Aventures extraordinaires de Cervantes, de Vincent Sherman : Nessa
- 1968 : Rio Hondo (Comanche blanco), de José Briz Méndez : une indienne
- 1969 : Les Cent Fusils, de Tom Gries : la fille de l'hôtel
- 1969 : Estudio amueblado 2.P., de José María Forqué : Maribel
- 1969 : Soltera y madre en la vida, de Javier Aguirre : Paloma
- 1969 : Cuadecuc, vampir, documentaire de Pere Portabella : elle-même
- 1969 : Les cauchemars naissent la nuit, de Jesús Franco : la petite amie du voisin (créditée comme Susann Korda)
- 1970 : Sex Charade, de Jesús Franco : Anne (créditée comme Susan Korda)
- 1970 : Les Nuits de Dracula (Nachts, wenn Dracula erwacht), de Jesús Franco : Lucy Westenra
- 1970 : Eugénie de Sade, de Jesús Franco : Eugénie de Franval (créditée comme Susan Korday)
- 1970 : Crimes dans l'extase (Sie tötete in Ekstase / She Killed in Ecstasy), de Jesús Franco : Mrs Johnson (créditée comme Susann Korda)
- 1970 : The Devil Came from Akasava (Der Teufel kam aus Akasava), de Jesús Franco : Jane Morgan (créditée comme Susann Korda)
- 1970 : Juliette, film inachevé de Jesús Franco : Juliette
- 1971 : Vampyros Lesbos, de Jesús Franco : comtesse Nadine Carody (créditée comme Susann Korda)

### Télévision
- 1965 : La vida de Cole Porter, téléfilm
- 1969 : Lola la piconera, téléfilm de Fernando García de la Vega : Rosariyo
- 1969 : Las ratas, épisode de la série Estudio 1 : Walpurga Hassenrevter
- 1969 : La última moda, téléfilm de Valerio Lazarov :